# Adolphe du Bois d'Aische (homme politique)
Adolphe Gabriel Joseph Antoine Marie Louis du Bois d'Aische, né à Anvers le 26 avril 1825 et mort à Rome le 23 février 1868, est un homme politique belge.

## Biographie
Adolphe du Bois d'Aische est le fils du baron Ferdinand du Bois de Nevele et d'Olympe, comtesse d'Oultremont. Gendre de Philippe Vilain XIIII, il est le beau-père d'Emile Moretus de Bouchout, d'Adolphe Christyn de Ribaucourt, d'Oscar Mayer van den Bergh, de Charles de Meeûs d'Argenteuil et du comte Ferdinand de Hemptinne, ainsi que le grand-père d'Adolphe du Bois d'Aische.

## Mandats et fonctions
- Bourgmestre d'Edegem : 1860-1868
- Membre de la Chambre des représentants de Belgique : 1863-1868

## Sources
- Jean-Luc DE PAEPE & Christiane RAINDORF-GERARD, Le Parlement belge, 1831-1894. Données biographiques, Brussel, 1996.